# Воронцов, Василий Григорьевич
Василий Григорьевич Воронцов (18 марта 1895, деревня Бухлово, Тверская губерния — 30 апреля 1978, Москва) — советский военный деятель, генерал-майор (4 июня 1940 года).

## Биография
Василий Григорьевич Воронцов родился 18 марта 1895 года в деревне Бухлово Тверской губернии. Работал по найму плотником.

### Первая мировая и гражданская войны
В июне 1915 года был призван в ряды Русской императорской армии и направлен в учебную команду 196-го запасного пехотного батальона, после окончания которой служил в том же батальоне командиром отделения. Выдержав экзамен экстерном на вольноопределяющегося при Тверской мужской гимназии, в мае 1915 года был направлен в 6-ю Московскую школу прапорщиков, после окончания которой в 1916 году в чине прапорщика служил младшим офицером 196-го запасного пехотного полка. В июне 1917 года направлен на Северный фронт командиром взвода 129-го пехотного Бессарабского полка 33-й пехотной дивизии. Во время Рижской операции 3 сентября 1917 года был тяжело ранен, несколько месяцев лежал в госпитале. В январе 1918 года демобилизован.
Вернулся в родные места, работал в местном волостном земельном отделе, занимался крестьянским хозяйством.
В октябре 1918 года вступил в ряды РККА, после чего был назначен на должность инструктора-организатора Тверского уездного военкомата.
С апреля 1919 года, находясь на должностях адъютанта батальона, начальника команды и командира батальона 261-го стрелкового полка, принимал участие в боевых действиях на Восточном и Южном фронтах.
В январе 1920 года был назначен на должность командира роты 261-го Василеостровского и 22-го стрелкового полков, в апреле — на должность командира роты Тверского уездного военкомата, а в июне — на должность командира 220-го стрелкового полка (2-я стрелковая бригада).

### Межвоенное время
В декабре 1920 года Воронцов был направлен на учёбу на курсы командиров батальонов при Высшей стрелковой школе, после окончания которых был назначен на должность командира отдельной учебной сапёрной роты в составе 48-й стрелковой дивизии.
В ноябре 1922 года был повторно направлен на учёбу в Высшую стрелковую школу, после окончания которой на этих же курсах исполнял должности командира роты и помощника командира батальона.
В 1924 году вступил в ряды ВКП(б).
В июне 1925 года был назначен на должность командира 10-го отдельного Рыбнинского батальона отдельного Московского стрелкового полка, а затем — на должность командира батальона 54-го стрелкового полка в составе 18-й стрелковой дивизии.
В сентябре 1929 года Воронцов был направлен на учёбу в Военную академию имени М. В. Фрунзе, после окончания которой в мае 1932 года был назначен на должность командира и военкома 14-го стрелкового полка (5-я стрелковая дивизия), в ноябре 1935 года — на должность помощника начальника штаба, затем — на должность начальника штаба 37-й стрелковой дивизии, в апреле 1938 года — на должность командира 41-й стрелковой дивизии (Харьковский военный округ), а в августе 1939 года — на должность командира 14-й стрелкового корпуса, который в составе 8-й армии (Северо-Западный фронт) принимал участие в ходе советско-финской войны.
В апреле 1941 года был назначен на должность старшего преподавателя кафедры общей тактики Военной академии имени М. В. Фрунзе.

### Великая Отечественная война
С началом войны Воронцов находился на прежней должности.
В августе 1941 года был назначен на должность командира 375-й стрелковой дивизии, находившейся на формировании в составе Уральского военного округа, а затем включённой в состав 29-й армии (Калининский фронт). С января 1942 года дивизия принимала участие в ходе Ржевско-Вяземской наступательной операции. В начале февраля 29-я армия попала в окружение, при выходе из которого отличилась 375-я стрелковая дивизия под командованием генерал-майора Воронцова.
В конце февраля 1942 года Воронцов был назначен на должность начальника курсов младших лейтенантов Калининского фронта, в октябре 1943 года преобразованного в 1-й Прибалтийский.
В апреле 1944 года был назначен на должность заместителя командира 2-го гвардейского стрелкового корпуса. С 25 по 28 мая того же года временно исполнял должность командира корпуса, который вёл оборонительные боевые действия юго-западнее городов Идрица и Псков. Вскоре корпус принимал участие в ходе разгрома противника в районе города Невель, а летом 1944 года успешно принимал участие в ходе Белорусской наступательной операции, а также в освобождении Полоцка, за что Василий Григорьевич Воронцов был награждён орденом Красного Знамени. Во время Прибалтийской стратегической наступательной операции корпус принимал участие в ходе Шяуляйской, Рижской и Мемельской наступательных операций, после окончания которых принимал участие в боевых действиях по уничтожению группировки противника на Курляндском полуострове.
В конце марта 1945 года Воронцов был эвакуирован в госпиталь в связи с болезнью.

### Послевоенная карьера
После излечения Василий Григорьевич Воронцов вернулся на прежнюю должность.
В октябре 1946 года прикомандирован к Военной академии имени М. В. Фрунзе для использования на преподавательской работе и в ноябре того же года был назначен на должность старшего преподавателя по оперативно-тактической подготовке — тактического руководителя учебной группы заочного обучения академии, а в октябре 1949 года — на должность старшего преподавателя кафедры общей тактики.
Генерал-майор Василий Григорьевич Воронцов в апреле 1955 года вышел в отставку. Умер 30 апреля 1978 года в Москве. Похоронен на Хованском кладбище.

## Награды
- Орден Ленина (21.02.1945)[2];
- Шесть орденов Красного Знамени (22.02.1938, 19.06.1940, 26.10.1944, 03.11.1944[2], 15.07.1945, 20.06.1949[2]);
- Два ордена Отечественной войны 1 степени (03.11.1943, 02.09.1944);
- Медали.

## Воинские звания
- Полковник (29 января 1936 года);
- Комбриг (22 февраля 1938 года);
- Комдив (4 ноября 1939 года);
- Генерал-майор (4 июня 1940 года).